# Hagnagora mesenata
Hagnagora mesenata är en fjärilsart som beskrevs av Felder 1875. Hagnagora mesenata ingår i släktet Hagnagora och familjen mätare. Inga underarter finns listade i Catalogue of Life.